# Джейд, Селина
Селина Джейд (англ. Celina Jade), урождённая Селина Хоран (англ. Celina Horan; род. 10 июня 1985) — американская и гонконгская актриса.

## Биография
Селина Хоран родилась в Гонконге в семье американского актёра Роя Хорана и китаянки Кристины Хюй. Она свободно говорит на кантонском, севернокитайском и английском языках. В 14 лет она переехала в Нью-Джерси, а затем училась в Лондонской школе экономики и политических наук.
Её актёрская карьера началась в Гонконге в 2007 году, когда она получила главную женскую роль в фильме «Легендарный убийца», где также сыграл Джеки Ву. Её дебютом в американском кино стала роль в фильме «Железный кулак» в 2012 году. Также с 2013 по 2017 год она играла Шадо в американском супергеройском сериале «Стрела».
В 2016 году она снова сыграла вместе с Джеки Ву, на этот раз в фильме «Война волков 2». Фильм собрал в прокате 874 миллиона долларов США и стал самым кассовым фильмом в истории китайского кинематографа.
С 31 декабря 2019 года Селина замужем за музыкантом и актёром Хань Гэном, с которым она встречалась 22 месяца до их свадьбы.

## Фильмография
| Год       |   | Русское название   | Оригинальное название       | Роль               |
| --------- | - | ------------------ | --------------------------- | ------------------ |
| 2008      | ф | Легендарный убийца | 狼牙                        |                    |
| 2012      | ф | Железный кулак     | The Man with the Iron Fists |                    |
| 2013—2017 | с | Стрела             | Arrow                       | Шадо / Мей         |
| 2014      | ф | Работорговля       | Skin Trade                  | Минь               |
| 2015      | с | Голубая кровь      | Blue Bloods                 |                    |
| 2018      | ф | Война волков 2     | 战狼2                       | доктор Рэйчел Смит |